# Copa Petrobras Asunción
La Copa Petrobras Asunción fue un torneo profesional de tenis. Perteneció al ATP Challenger Series. Se jugó desde el año 2006 sobre superficie de tierra batida, en Asunción, Paraguay, hasta su última edición en el año 2010.

## Palmarés

### Individuales
| Año  | Campeón                  | Finalista                | Resultado        |
| ---- | ------------------------ | ------------------------ | ---------------- |
| 2010 | Rui Machado              | Ramón Delgado            | 6–2, 3–6, 7–5    |
| 2009 | Ramón Delgado            | Daniel Gimeno-Traver     | 7–6(2), 1–6, 6–3 |
| 2008 | Martín Vassallo Argüello | Leonardo Mayer           | 3–6, 6–3, 7–6    |
| 2007 | Franco Ferreiro          | Martín Vassallo Argüello | 6–4, RET.        |
| 2006 | Guillermo Cañas          | Flávio Saretta           | 6–4, 6–1         |

### Dobles
| Año  | Campeones                               | Finalistas                              | Resultado         |
| ---- | --------------------------------------- | --------------------------------------- | ----------------- |
| 2010 | Fabio Fognini Paolo Lorenzi             | Carlos Berlocq Brian Dabul              | 6–3, 6–4          |
| 2009 | Rubén Ramírez Hidalgo Santiago Ventura  | Máximo González Eduardo Schwank         | 6–3, 0–6, [10–8]  |
| 2008 | Alejandro Fabbri Leonardo Mayer         | Martín García Mariano Hood              | 7–5, 6–4          |
| 2007 | Carlos Berlocq Martín Vassallo Argüello | Adrián García Bartolomé Salvá-Vidal     | 7–5, 6–7, [13–11] |
| 2006 | Tomas Behrend André Ghem                | Carlos Berlocq Martín Vassallo Argüello | 3–6, 6–3, [10–3]  |